# Электронный воин Поригон
Dennou Senshi Porygon (яп. でんのうせんしポリゴン дэнно: сэнси поригон,  букв. «Электронный воин Поригон») — тридцать восьмая серия аниме-сериала «Покемон», входящая в его первый сезон. Серия была показана только в Японии 16 декабря 1997 года. В этой серии Эш со своими друзьями Мисти и Броком узнают в местном Центре покемонов, что что-то не так с компьютером для телепортации покеболов. Как выясняется, причиной всему Команда R, попытавшаяся украсть компьютерного покемона Поригона и в результате застрявшая внутри киберпространства. Изобретатель системы телепортации, профессор Акихабара не решается использовать антивирус, который вместе с неполадками уничтожит и Команду R. Поэтому он заставляет Эша и его друзей отправиться спасать незадачливых воров.
Серия получила скандальную известность из-за того, что у некоторых японских зрителей при просмотре серии начались эпилептические припадки. В японской прессе этот случай был назван «Шоком от покемонов» (яп. ポケモンショック покэмон сёкку). Всего в больницы было доставлено 685 зрителей, двое из которых выписались только через две недели после инцидента. По этой причине серия не вышла в эфир больше ни в одной стране мира. Показ сериала был прекращён на четыре месяца, но после того, как расследование произошедшего завершилось, в апреле 1998 года «Покемон» снова вышел в эфир на телеканале TV Tokyo. Серия получила отражение в массовой культуре — в частности, отсылки к ней присутствуют в мультсериалах «Симпсоны» и «Южный парк».

## Сюжет
Эш, Мисти и Брок узнают, что система телепортации покемонов в покеболах через виртуальную сеть Центра покемонов не работает. По просьбе сестры Джой они идут к профессору Акихабаре, человеку, создавшему эту сеть. Профессор Акихабара рассказывает им, что Команда R украла прототип Поригона — покемона, способного жить в виртуальном пространстве, и использует его для того, чтобы красть покемонов, транспортируемых через сеть.
Акихабара посылает Эша с друзьями в киберпространство остановить Команду R, дав им на время другого Поригона. При встрече с Командой R выясняется, что именно она устроила блокаду сети. Поригон героев побеждает Поригона Команды R, но сестра Джой, наблюдая за ситуацией через монитор компьютера, активирует программу-антивирус, предполагая, что сеть заражена компьютерным вирусом. В попытке защитить друзей Пикачу использует атаку «Удар молнии» на антивирус, что приводит к взрыву. Герои вместе с Командой R покидают сеть. После этих событий работа транспортировки покемонов нормализуется.

## История инцидента

### Выход в эфир
Dennou Senshi Porygon вышла в эфир 16 декабря 1997 года в 18:30 по Японскому стандартному времени в Японии. Эта серия транслировалась через тридцать семь телевизионных станций, имела самый высокий рейтинг в своём таймслоте, и её смотрели более чем в 26,9 миллионах домов.
Примерно на двадцатой минуте серии в сцене, где Пикачу использует «Удар молнии» на антивирус, по сюжету произошёл взрыв — этот взрыв сопровождался очень быстрой сменой двух контрастных цветов — красного и синего. Хотя в других мультфильмах уже встречались подобные спецэффекты, в этой сцене световые вспышки были особенно яркими и частыми. Смена цветов была с частотой в 12 герц, четыре секунды вспышки занимали большую часть экрана, а две — весь экран.
При просмотре данной сцены у зрителей появились симптомы помутнения зрения, головной боли, головокружения и тошноты. Среди других симптомов были временная слепота и эпилептические припадки. Японской службой пожарной безопасности было зарегистрировано 685 случаев вызова скорой медицинской помощи — в больницы поступило 685 больных эпилепсией, 310 мальчиков и 375 девочек. Зафиксировано также обращение нескольких лиц, достигших 20-летнего возраста. Хотя многим пострадавшим стало лучше уже в машине скорой помощи, более 150 детей было госпитализировано, из них двое выписались только две недели спустя после инцидента. Кроме того, эпилептические приступы были зафиксированы, когда фрагмент серии вновь показали по вечерним новостям. Только меньшей части детей врачи поставили диагноз светочувствительной эпилепсии.

### Проведение экспертизы
Экспертиза, проведённая позже, показала, что у 5—10 % зрителей были лёгкие симптомы, при которых госпитализация была не нужна. Около 12 000 детей также сообщали о проблемах, однако исследователи скептически отнеслись к их показаниям и склонились к мнению, что столь большое число пострадавших объяснялось уже не непосредственным влиянием серии, а массовой истерией вокруг неё. Многие из детей, высказывавших жалобы, притворились больными, чтобы прогулять школу. 103 пациента регулярно обследовались в течение трёх лет, эпилептических приступов замечено не было. Было установлено, что причиной судорог стала так называемая светочувствительная эпилепсия, которая была спровоцирована яркими цветными вспышками; у большинства пострадавших, которые раньше не реагировали на мигание, болезнь впервые проявила себя именно во время просмотра «Покемона», а маленькие квартиры и большие телеэкраны усугубили реакцию.
Из 4000 человек только один подвержен такого рода припадкам, количество же пациентов после просмотра серии «Покемона» было очень большим.

## Общественный резонанс
Новость об инциденте быстро разлетелась по всей Японии. На следующий день после произошедшего руководство телеканала TV Tokyo, по которому транслируется сериал, принесло извинения зрителям и пообещало заняться расследованием причины волны эпилептических приступов. Полицейским из квартала Атаго района Минато города Токио пришёл приказ из Национального полицейского агентства подробно расспросить создателей аниме о процессе создания сериала и о его содержимом. В связи с инцидентом был проведён внеочередной съезд Министерства здравоохранения, труда и благосостояния, на котором обсуждался ход расследования. Продавцы видеозаписей по всей Японии убрали с прилавков видеокассеты с аниме «Покемон».
Инцидент отразился на стоимости акций компании Nintendo, фирмы, отвечающей за издательство игр серии Pokémon, по мотивам которой снято аниме, — их стоимость упала на 400 иен, на следующее утро, когда больше людей узнало о случившемся, стоимость упала на 12 220 иен. Тогдашний президент Nintendo Хироси Ямаути заявил на пресс-конференции, что компания не берёт на себя ответственности за случившееся, так как оригинальные игры Pokémon Red и Green для портативной игровой системы Game Boy вышли в чёрно-белом формате.
После выхода в эфир Dennou Senshi Porygon показ аниме-сериала «Покемон» был прерван на четыре месяца и был возобновлён только 16 апреля 1998 года. Время выхода в эфир было перенесено со вторника на четверг. Вступительная заставка сериала была чуть переделана — были переделаны фрагменты с быстрой сменой кадров. Перед выходом в эфир новой серии был продемонстрирован «Отчёт об исследовании проблемы аниме „Покемон“» (яп. アニメ ポケットモンスター問題検証報告 анимэ покэтто монсута: мондай кэнсё: хо:коку), где содержались рекомендации по просмотру телепередач.

### Реакция прессы
Американская газета USA Today опубликовала статью за авторством Джефферсона Грэхама и Тима Френда, подвергающую жесточайшей критике всю японскую анимацию в целом. В статье говорилось, что «американские дети не пострадают от эпилептических приступов», так как «американские телеканалы не транслируют жестокие японские мультики, известные как „аниме“». Рон Моррис в ответ опубликовал свою статью на сайте Cityrain.com, где отметил, что «ничего такого жестокого нет ни в самой сцене, ни в сериале в целом — случившееся было всего лишь неудачным совпадением нескольких факторов». Статья в USA Today вызвала крайнее недовольство у американских поклонников аниме, которые назвали её «истинно опасной, ксенофобской и ненаучной». В японской прессе этот скандальный случай был назван «Шоком от покемонов» (яп. ポケモンショック покэмон сёкку). Инцидент попал в Книгу рекордов Гиннесса 2000 года как «Самое вредное телешоу» и в её издание 2004 года, и в версию 2008 года, посвящённую компьютерным играм как «Самое большое количество эпилептических припадков из-за телевизионной передачи».

## Последствия
Японские врачи и работники телевидения приложили все усилия, чтобы инцидент не повторился. Они установили несколько новых правил для создания телевизионных передач, включая:
- Частота мигания изображения, особенно это касается изображений красного цвета, не должна превышать три раза в секунду. Если в изображении отсутствует красный цвет, то максимально допустимая частота — пять раз в секунду.
- Мигающие изображения не должны демонстрироваться более двух секунд.
- Недопустимо, чтобы полосы, спирали и концентрические круги занимали большую часть экрана.

После этого серию не показали ни на одном телеканале мира. Американская компания 4Kids Entertainment, отвечавшая в то время за американскую локализацию «Покемона», дублировала эпизод на английском языке, перемонтировав ту сцену и замедлив в ней мигание, но дублированная версия всё равно не вышла в эфир. Чтобы все поскорее забыли об этом инциденте, создатели сериала решили, что покемон Поригон больше не будет появляться в аниме-сериале, из этого последовало, что в аниме вообще не появились развитые формы Поригона, Поригон 2 и Поригон Z. В связи с прерыванием показа «Покемона», показ серий, планировавшийся на Рождество и Новый год («Рождественская ловушка» и «Снежная буря»), а также на японский праздник девочек («Принцесса против принцессы»), был перенесён на следующий год, что вызвало определённые несостыковки в сюжете. В честь возвращения «Покемона» на телевидение создатели сериала выпустили серию «Прощай, Пикачу», изначально не планировавшуюся к созданию. После пика общественного резонанса американские учёные задумались над созданием оружия, которое может вывести противника из строя с помощью мелькающих картинок. Пентагон утверждал, что дальше планов идея не развилась.

## Значение в массовой культуре
«Шок от покемонов» нашёл своё отражение в массовой культуре. В серии мультсериала «Симпсоны» Thirty Minutes over Tokyo семья Симпсонов отправляется на отдых в Японию. По прибытии в Японию Барт смотрит мультфильм по телевизору, в котором сражаются роботы со сверкающими глазами, и спрашивает: «Не тот ли это мультик, от которого случаются припадки?». После этого у Барта, увидевшего сверкающие глаза робота, начинается эпилептический приступ, потом припадки начинаются у всех Симпсонов (Гомер упал на пол, потому что все так сделали). Как выяснилось, название мультфильма — «Конвульсионные боевые роботы». В титрах этой серии «Симпсонов» показаны сверкающие глаза робота.
Инцидент был спародирован в серии мультсериала «Южный парк» «Чинпокомон». «Чинпокомон» в этой серии — сверхпопулярная среди детей серия японских мультфильмов, игр и игрушек — аллюзия на медиафраншизу «Покемон». Президент компании, мистер Хирохито, хочет посредством «Чинпокомона» зомбировать американских детей и с их помощью захватить Америку. Когда Кенни играет в игру «Чинпокомон», где нужно разбомбить Пёрл-Харбор, у него внезапно случается эпилептический приступ, позже он умирает. В сериале «Мультреалити» присутствует «азиатский монстр» Линг-Линг, являющийся пародией на Пикачу, чья цель, как он сам говорит в пилотной серии, «сражаться и ввергать детей в эпилептические припадки». Сразу после этой фразы показано мигание цветов — прямая отсылка к Dennou Senshi Porygon. Данная серия упоминается также в книге Скотта Вестерфельда «Городской охотник» и играет определённую роль в сюжете.
Вероятно, связанный с данной серией скандал послужил прообразом для сюжета крипипасты синдрома города Лавендер Pokémon Red и Green о японской версии игры 1996 года. История посвящена локации город Лавендер (англ. Lavender Town), музыка которой якобы вынудила покончить с собой около 200 японских детей.